# Владимир-Миша Лазић
Владимир-Миша Лазић (Горњи Милановац, 1920 – Горњи Милановац, 8. новембар 1941) био је српски уметник.

## Биографија
Владимир Лазић, звани Миша, син је Милојка Лазића, предузетника из Горњег Милановца и српске сликарке родом из Трста Зорe Симеоновић. Растао је са млађим сестрама Лепосавом и Горданом, такође академском сликарком, у породици која потиче од кнеза Рудничке нахије Јована Лазића, знаменитог устаника из Првог и Другог српског устанка. Из те породице такође потиче и Живојин Жика Лазић први бан Вардарске бановине и Министар унутрашњих послова Краљевине Југославије. 
Владимир-Миша Лазић завршио је основну школу и гимназију „Таковски устанак” у родном граду све до петог разреда, након чега је школовање наставио у чачанској гимназији. Осми разред и велику матуру завршио је 1939. године у Суботици.

### Политички активизам
Још за време студија архитектуре, постао је члан СКОЈ-а, Друштва Црвеног крста, Феријалног савеза, спортског клуба Омладинац из Чачка, Удружења студената архитектуре и члан Академског позоришта на Универзитету у Београду. Био је активан у социјално-политичком животу Југославије уопште, а имао је и битно место у антифашистичком покрету младих. Његов значај се огледа и у томе што се бавио различитим делатностима – правио је скице за плакате, писао транспаренте, давао нацрте прве химне Таковског одреда, постао један од уредника листа „Речи народа”. Био је укључен и у припреме демонстрација против приступања Краљевине Југославије Тројном пакту 27. марта 1941. године. Поред тога, тада је организовао и митинг у Горњем Милановцу.

### Студирање у Београду
Започео је студије архитектуре на Техничком факултету у Београду. Наследивши уметнички таленат од мајке Зоре, још је у 6. разреду гимназије био награђен за цртеж, док је касније на Факултету добио награду за идејне скице значки студентских удружења. Међутим, те награде је одбио. Априла месеца 1940. године послат је у Стару Србију са научном екскурзијом од стране студентског удружења. Његов задатак био је да слика архитектонске објекте. Учествовао је на изложбама Удружења 1940. године идејним пројектима за значке, архитектонске објекте, као и цртежима и акварелима. Цртао је и духовите карикатуре које је излагао са потписом КОМБОС. Бавио се и графиком, као и декоративним и сценским сликарством. 
Говорио је француски и руски језик.

### Смрт
Погинуо је 8. новембра 1941. године у селу Луњевица када су партизани јуришали на долазећу колону немачког Вермахта.

## Легат породице Лазић
Музеј рудничко-таковског краја у Горњем Милановцу пребивалиште је једног дела заоставштине породице Лазић. У питању је стара горњомилановачка породица чији је легат успостављен на основу поклона општини Горњи Милановац. Заоставштина се огледа у разним документима, белешкама, писмима и уметничким делима који су припадали Зори Симеоновић Лазић и њеном сину архитекти Владимиру-Миши, као и његовим сестрама Лепи и Гордани. Иако је Легат породице Лазић више пута приказиван јавности, тек је 1987. у тадашњем Завичајном музеју изложен у целини. Најзначајнији део заоставштине су разне олеографије, али свакако и слике српских уметника као што су Љубица Цуца Сокић, Александар Дероко, Васа Ешкићевић, Душан Ристић, Милић од Мачве, Обрад Б. Јовановић итд.

## Галерија
- Охрид, 1940.
- Акварел, 1938.
- Туш
- Аутопортрет
- Исечак из Таковских новина